# Kloster St. Gabriel und Kirche Mariae Verkündigung

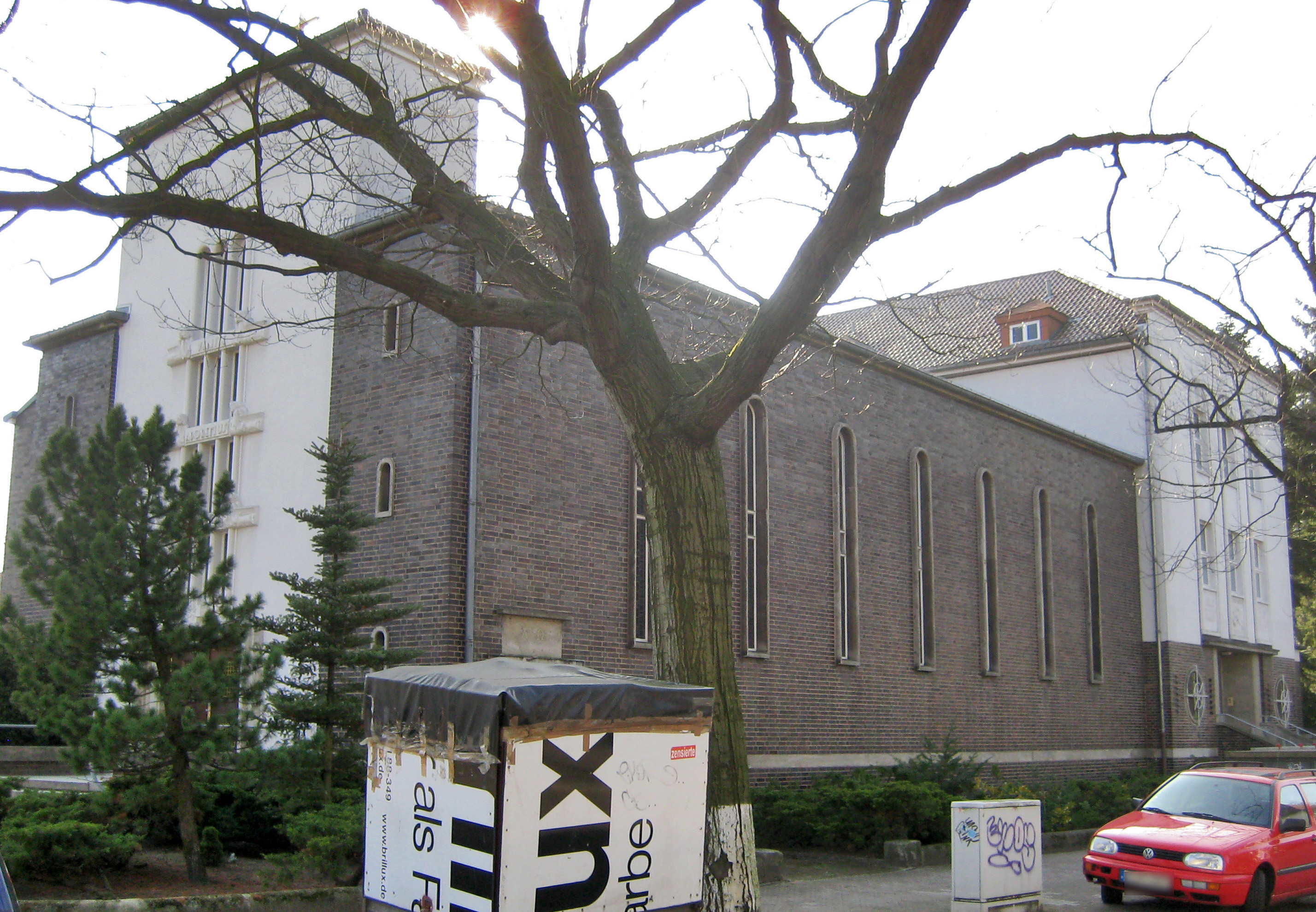
Kloster St. Gabriel und Klosterkirche Mariae Verkündigung

Das Kloster St. Gabriel und Kirche Mariae Verkündigung im Berliner Ortsteil Westend war ein Konvent der Steyler Anbetungsschwestern. Die Gesamtanlage steht unter Denkmalschutz.

## Allgemeines

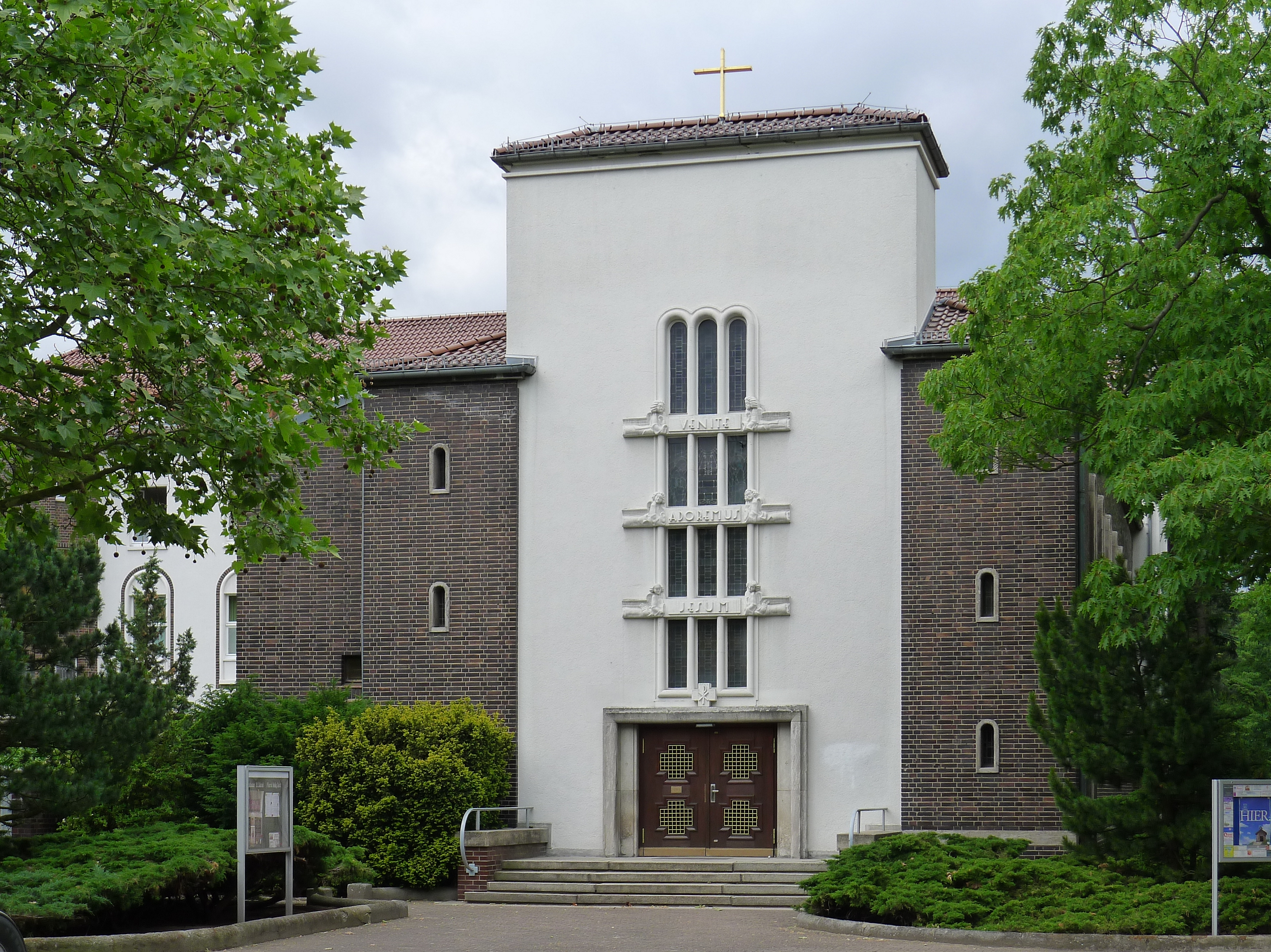
Klosterkirche Mariae Verkündigung

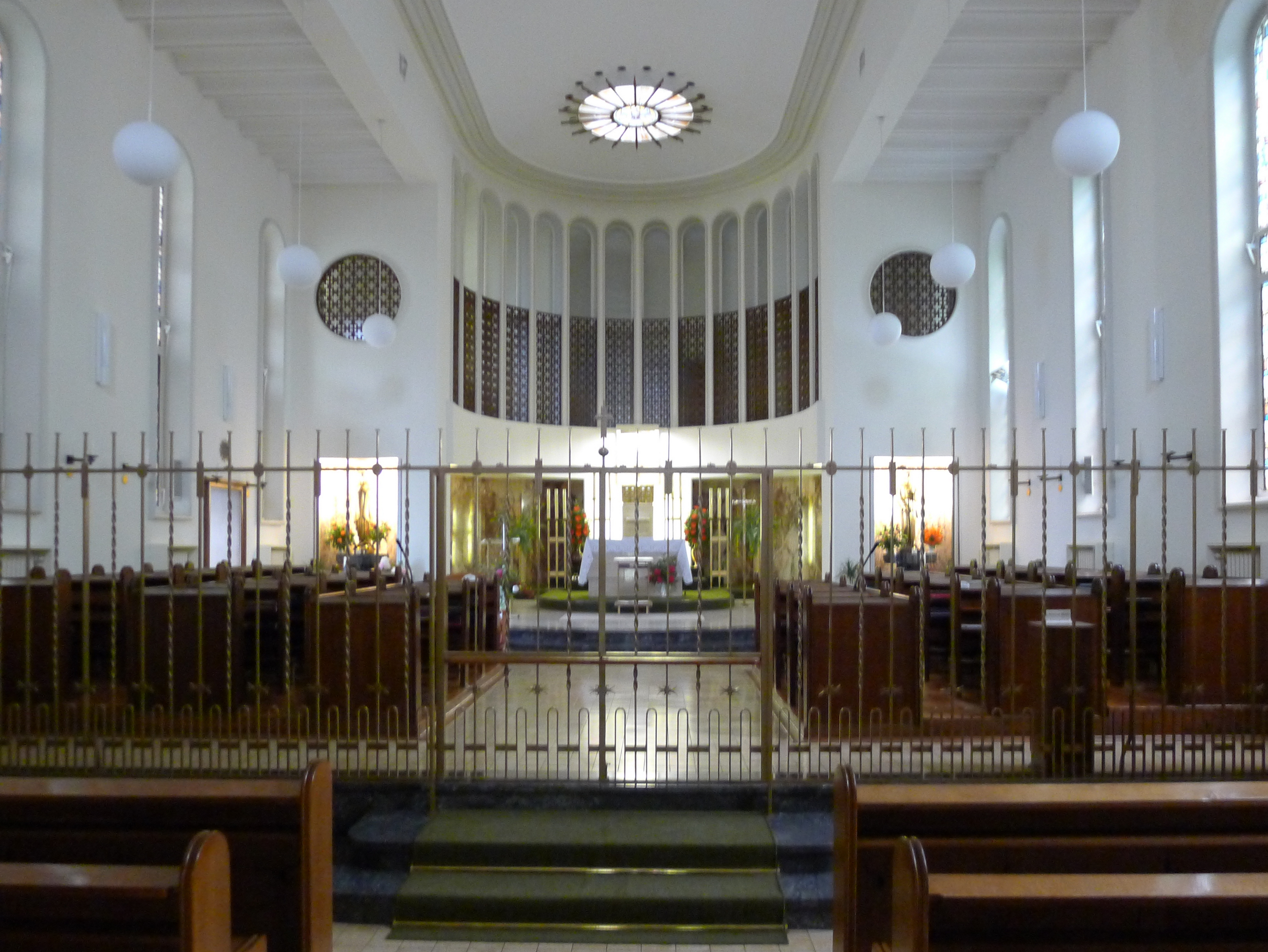
Das Innere der Kirche Mariae Verkündigung

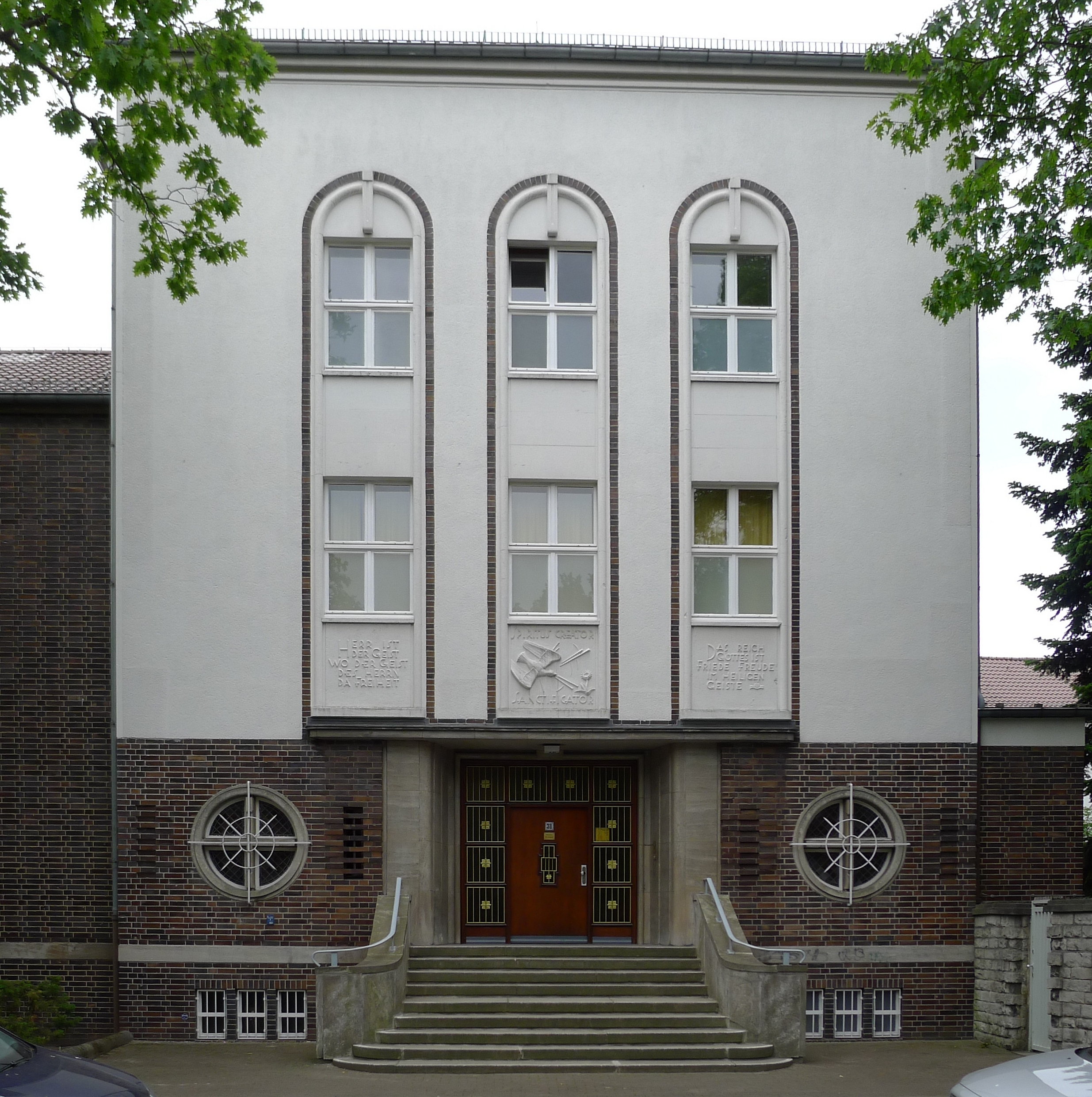
Kloster St. Gabriel

Es handelt sich um einen von Martin Braunstorfinger zwischen 1933 und 1937 in der Preußenallee 27, der Bayernallee 30–32 und der Oldenburgallee 46–50 erbauten Gebäudekomplex mit angeschlossener Wohnanlage. Der Gebäudetrakt aus Kirche und zwei Gebäuden des Klosters bildet eine Z-förmige Dreiflügelanlage, daran angeflanscht ist ein L-förmiges Klostergebäude. Im westlichen Teil des Grundstücks befinden sich zwei weitere dreigeschossige Bauten. Im Baustil der Mauerwerksbauten wirken die Neue Sachlichkeit und der Expressionismus nach.

## Kloster
Die Kongregation der Dienerinnen des Heiligen Geistes von der ewigen Anbetung, hat rund 400 Mitglieder in Konventen, darunter das Kloster St. Gabriel in Berlin. Wegen der Farbe der Tunika ihres Habits werden die Anbetungsschwestern im Volksmund auch „Rosa Schwestern“ genannt. Die Aufgabe der in Klausur lebenden Nonnen ist das Chorgebet, die ewige Anbetung und die Förderung der Missionstätigkeit durch das Gebet.
Die Gründung des Anbetungsklosters geht auf den Berliner Dompfarrer Bernhard Lichtenberg zurück. Er sah mit Beginn der NS-Herrschaft die Notwendigkeit eines Ortes der Ewigen Anbetung in der Reichshauptstadt und reiste selbst zum Mutterkloster nach Steyl, um von der Generaloberin die Entsendung von Ordensschwestern nach Berlin zu erbitten. Aus diesem Grund sollte das Kloster ursprünglich dem Streiter gegen das Böse, dem heiligen Erzengel Michael gewidmet werden, doch entschied der Berliner Bischof Konrad von Preysing für den Erzengel der Verkündigung, Gabriel, da das Kloster am Fest Mariä Verkündigung, dem 25. März 1936 geweiht wurde.
Das breite Portal des Klosters erreicht man über eine Freitreppe. Die Fassade hat zwei Rundfenster im Erdgeschoss. In den Obergeschossen befinden sich drei klinkergerahmte Rundbogenblenden, darin jeweils zwei Fenster, die Brüstungen der unteren sind mit Reliefs verziert. Das Gelände des Klosters ist mit schmiedeeisernen Gittern auf Kalksteinquadern eingefriedet.

## Kirche
Die Grundsteinlegung erfolgte am 27. Mai 1937, die Kirchweihe bereits im Dezember 1937. Die Außenansicht der Kirche suggeriert einen basilikalen Grundriss, hinter der Turmfront schließt sich jedoch das Langhaus einer Saalkirche an.

### Außengestaltung
Die seitlichen mit rotbraunen Klinkern verblendeten Außenwände der Kirche haben schlanke in plastischem Werkstein gerahmte Rundbogenfenster. Die dreifach gestufte Kirchenfront hat einen weiß verputzten, turmartig erhöhten Mittelteil, der von rotbraunen Klinkerflächen flankiert wird. Zu dem breiten mit Werkstein umrahmten Portal führt eine Freitreppe. Unmittelbar über dem Portal setzen drei hohe Rundbogenfenster an, die waagerecht von drei Reliefs durchzogen sind, deren Inschriften von oben nach unten lauten: VENITE ADOREMUS JESUM (lat. ‚Kommt, lasst uns Jesus anbeten‘).

### Innenausstattung
Durch seitliche, verkleidete Unterzüge entsteht auch im Innenraum der Kirche der Eindruck einer dreischiffigen Basilika. Erhellt wird das Langhaus durch hohe, schmale Rundbogenfenster in den Seitenwänden. Der Kirchenraum ist nur im ersten Drittel zugänglich und durch ein Gitter vom Chor für die Nonnen abgetrennt. Die eingezogene, halbrunde und um wenige Stufen erhöhte Apsis mit Hochaltar wird flankiert von zwei Wandnischen am Ende des Chores mit Nebenaltären, die sich wiederum zu dem dahinter liegenden Kloster öffnen. Der Hochaltar wurde nach der Liturgiereform durch einen Volksaltar mit dahinterliegender Tabernakelstele ersetzt. Die Wand der Apsis und die Nischen sind mit Marmor ausgekleidet, der obere Teil der Apsiswand ist als Arkade gestaltet, der untere Teil der Öffnungen ist mit gemusterten Holzgittern geschlossen, ebenso die Rundfenster über den Nischen. Die Altarinsel wird erhellt durch ein kreisrundes Oberlicht mit der Heiliggeisttaube.

## Weggang der Schwestern
Die Generaloberin der Steyler Anbetungsschwestern hat entschieden, das Kloster zum Ende des Jahres 2021 wegen ausbleibenden Nachwuchses und zur Versorgung ihrer Schwestern aufzugeben und die denkmalgeschützten Gebäude zu verkaufen. Im Jahr der Schließung lebten noch elf Schwestern im Alter von 40 bis 84 Jahren unter der seit 2009 amtierenden Oberin Sr. M. Mechthildis im Kloster. Sie sollten nach der Aufhebung in das Mutterhaus nach Steyl, das Dreifaltigkeitskloster Bad Driburg und das Kloster im polnischen Neisse übersiedeln.